# Horjo
Horjo är en ö i Finland.   Den ligger i kommunen Nystad i den ekonomiska regionen Nystadsregionen och landskapet Egentliga Finland, i den sydvästra delen av landet, 210 km väster om huvudstaden Helsingfors.
Terrängen på Horjo är varierad.  I omgivningarna runt Horjo växer i huvudsak barrskog.